# Стадион Норт Харбор
Стадион Норт Харбор (енгл. North Harbour Stadium), познат из спонзорских разлога и као КБЕ стадион (енгл. QBE Stadium) је стадион који се налази у Норт Шору, на Новом Зеланду. Стадион Норт Харбор има капацитет 25.000 седећих места. Поједине мечеве у супер рагбију на овом стадиону играју Блузси. У прошлости је на овом стадиону играла и рагби 13 репрезентација Новог Зеланда. На овом стадиону игра Норт Харбор рагби, екипа која се такмичи у ИТМ Купу.